# 头道牌楼街道
头道牌楼街道，是中华人民共和国河北省承德市双桥区下辖的一个乡镇级行政单位。

## 行政区划
头道牌楼街道下辖以下地区：
鹿栅子沟社区、营房社区、头道牌楼社区、安定里社区、城隍庙社区和文庙社区。